# Lopimia malacophylla
Lopimia malacophylla är en malvaväxtart som först beskrevs av Heinrich Friedrich Link och Otto, och fick sitt nu gällande namn av Martius. Lopimia malacophylla ingår i släktet Lopimia och familjen malvaväxter. Inga underarter finns listade i Catalogue of Life.